# Regeringen Anker Jørgensen V
Regeringen Anker Jørgensen V var Danmarks regering från 30 december 1981 till 10 september 1982. Den bestod av ministrar från Socialdemokraterne.
| Ämbete                                           | Minister                       | Period                                                             |
| ------------------------------------------------ | ------------------------------ | ------------------------------------------------------------------ |
| Statsminister                                    | Anker Jørgensen                | 30 december 1981 – 10 september 1982                               |
| Ekonomiminister                                  | Ivar Nørgaard                  | 30 december 1981 – 10 september 1982                               |
| Utrikesminister                                  | Kjeld Olesen                   | 30 december 1981 – 10 september 1982                               |
| Industriminister                                 | Erling Jensen                  | 30 december 1981 – 10 september 1982                               |
| Finansminister                                   | Knud Heinesen                  | 30 december 1981 – 10 september 1982                               |
| Miljöminister                                    | Erik Holst                     | 30 december 1981 – 10 september 1982                               |
| Energiminister                                   | Poul Nielson                   | 30 december 1981 – 10 september 1982                               |
| Minister för offentliga arbete                   | J.K. Hansen                    | 30 december 1981 – 10 september 1982                               |
| Fiskeriminister                                  | Karl Hjortnæs                  | 30 december 1981 – 10 september 1982                               |
| Kyrkominister & Grönlandsminister                | Tove Lindbo Larsen             | 30 december 1981 – 10 september 1982                               |
| Undervisningsminister                            | Dorte Bennedsen                | 30 december 1981 – 10 september 1982                               |
| Försvarsminister                                 | Poul Søgaard                   | 30 december 1981 – 10 september 1982                               |
| Inrikesminister                                  | Henning Rasmussen              | 30 december 1981 – 10 september 1982                               |
| Justitieminister                                 | Ole Espersen                   | 30 december 1981 – 10 september 1982                               |
| Socialminister                                   | Bent Hansen Bent Rold Andersen | 30 december 1981 – 27 april 1982 27 april 1982 - 10 september 1982 |
| Kulturminister & Minister för nordiskt samarbete | Lise Østergaard                | 30 december 1981 – 10 september 1982                               |
| Arbetsminister                                   | Svend Auken                    | 30 december 1981 – 10 september 1982                               |
| Bostadsminister                                  | Erling Olsen                   | 30 december 1981 – 10 september 1982                               |
| Skatteminister                                   | Mogens Lykketoft               | 30 december 1981 – 10 september 1982                               |
| Jordbruksminister                                | Bjørn Westh                    | 30 december 1981 – 10 september 1982                               |